# 티티마
티티마(T.T.Ma)는 대한민국의 여성 5인조 댄스 팝 그룹이다.

## 구성원

### 해체 직전 구성원
- 소이(리더, 서브보컬, 래퍼), 강세미(서브보컬, 래퍼), 최유진(메인보컬), 신은희(서브보컬), 최진경(서브보컬)

### 이전 구성원
- 퀴나(보컬, 랩), 이주혜(보컬, 랩)

## 약력
Taste The Maximum의 약자로 '최고를 맛보아라', '최고를 느껴라'라는 뜻을 가지고 있다. 여자 NRG로 불렸으며 티티마 멤버는 VJ출신 소이와 잡지 모델 출신 강세미 그리고 최유진, 퀴나, 이주혜로 구성되어 있다. 1999년에 1집 《In The Sea》를 발표하고 타이틀곡 〈My Baby〉로 활동을 시작하였다. 〈My Baby〉 뮤직비디오는 한국어판과 영어판으로 제작되었다. 후속곡 〈Prism〉까지 활발한 활동을 펼치며 순수와 깜찍함으로 남성 팬들에게 매력을 어필했다. 하지만 1집 활동을 마치고 퀴나와 이주혜가 학업을 위해 탈퇴를 선언하고 미국으로 돌아가게 된다. 1년뒤인 2000년에 퀴나와 이주혜를 대신하여 신은희와 최진경이 영입되었고 2집을 발표하였다. 2집 활동을 마치고 2002년에 해체하였다. 그 후 티티마의 구성원들은 가수, 탤런트, VJ등 각자의 길에서 다방면으로 활동하고 있다. 해체한 지 5년이 지난 2007년에 프로젝트 형식의 디지털 싱글 앨범 〈Come Back With Christmas〉를 발표하였다.

## 음반 목록
- 1999: 《In The Sea》
- 2000: 《I Wanna Be.....》
- 2007: 《Come Back With Christmas》

## 같이 보기
- 클레오
- 파파야
- 밀크